# アレッソ
アレッサンドロ・リンドブラッド（Alessandro Lindblad、1991年7月7日 - ）は、アレッソ（Alesso）のアーティストネームで知られるスウェーデンの音楽プロデューサー、トラックメイカー、作曲家、編曲家の音楽アーティスト兼DJ。

## バイオグラフィー
スウェーデンの首都、ストックホルムにて、スウェーデン人とイタリア系移民の子として生まれる。7歳よりピアノを始め、16歳でEDMに興味を持つようになる。のちにアヴィーチーやデヴィッド・ゲッタ、エリック・モリーロ、グルーヴ・アルマダなどのDJに触発され、2010年に初のEPを発表。これがスウェディッシュハウスマフィアの一人、セバスチャン・イングロッソの強い興味を引き付けると、彼の紹介により、数曲を制作・レコーディング。それ以来、セバスチャンは、アレッソのマテリアル制作時の協力者・助言者として、アレッソに強い影響を与えるようになっている。2011年より、ストックホルム市内のクラブで、DJのしてのキャリアを積むと、同年刊行された「DJ's Magazine」にて、100人のトップDJで、70位にランクされている。
前出のセバスチャンのプロデュースにより、2011年に"Calling"を発表。Beatportのチャートで2位を記録。のちに同曲は、シンガーにワン・リパブリックのライアン・テダーをフィーチュアリングして、"Calling (Lose My Mind)" として発表されている。翌2012年には、やはり前出の「DJ's Magazine」で100人のトップDJで、20位にランクを上げる。
2013年には、コーチェラ・フェスティバルやエレクトリック・デイジー・カーニバル、ウルトラ・ミュージック・フェスティバル、トゥモローランド・ミュージック・フェスティバルなどのフェスに出演。またカルヴィン・ハリス、ハーツとのコラボレーションにより、"Under Control"を発表。YouTubeで8千8百万回の再生を記録すると共に、同年やはり「DJ's Magazine」で100人のトップDJで、13位にランクを上げている。
2014年7月には、デフ・ジャム・レコードと契約し、シングル"Tear the Roof Up"でメジャーデビューを果たすと共に、同年、同じくスウェーデン出身の女性シンガー、トーヴ・ローをフィーチュアリングした"Heroes(We Could Be)"を発表。全米シングルチャートの31位に送り込むと共に、2015年5月27日に、アルバム『Forever』で日本デビューを果たす。

## 出演

### 映画
| 公開年 | 邦題 原題                                                         | 役名       | 備考                |
| ------ | ----------------------------------------------------------------- | ---------- | ------------------- |
| 2015   | WE ARE YOUR FRIENDS ウィー･アー･ユア･フレンズ We Are Your Friends | カメオ出演 | 日本公開は2016年6月 |